# Seznam dílů seriálu Studio 30 Rock
Toto je seznam dílů seriálu Studio 30 Rock. Americký komediální seriál Studio 30 Rock uváděla od roku 2006 televizní stanice NBC. Celkem vzniklo 7 řad seriálu o 138 epizodách. Česky jej v premiéře uváděla stanice Prima Cool, odvysílala ale jen první 4 řady - 80 dílů.

## Přehled řad
| Řada | Díly | Premiéra v USA | Premiéra v USA  | Premiéra v ČR   | Premiéra v ČR   |
| Řada | Díly | První díl      | Poslední díl    | První díl       | Poslední díl    |
| ---- | ---- | -------------- | --------------- | --------------- | --------------- |
| 1    | 21   | 11. října 2006 | 26. dubna 2007  | 11. února 2010  | 22. března 2010 |
| 2    | 15   | 4. října 2007  | 8. srpna 2008   | 23. března 2010 | 15. dubna 2010  |
| 3    | 22   | 30. října 2008 | 14. května 2009 | 23. května 2011 | 21. června 2011 |
| 4    | 22   | 15. října 2009 | 20. května 2010 | 2. května 2012  | 31. května 2012 |
| 5    | 23   | 23. září 2010  | 5. května 2011  | —               | —               |
| 6    | 22   | 12. ledna 2012 | 17. května 2012 | —               | —               |
| 7    | 13   | 4. října 2012  | 31. ledna 2013  | —               | —               |

## Seznam dílů

### První řada (2006–2007)
| Č. v seriálu | Č. v řadě | Původní název         | Český název            | Režie              | Scénář                         | Premiéra v USA     | Premiéra v ČR   | Prod. kód |
| ------------ | --------- | --------------------- | ---------------------- | ------------------ | ------------------------------ | ------------------ | --------------- | --------- |
| 1            | 1         | Pilot                 | Pilot                  | Adam Bernstein     | Tina Fey                       | 11. října 2006     | 11. února 2010  | 101       |
| 2            | 2         | The Aftermath         | Následky               | Adam Bernstein     | Tina Fey                       | 18. října 2006     | 15. února 2010  | 102       |
| 3            | 3         | Blind Date            | Rande naslepo          | Adam Bernstein     | John Riggi                     | 25. října 2006     | 16. února 2010  | 103       |
| 4            | 4         | Jack the Writer       | Jack scenáristou       | Gail Mancuso       | Robert Carlock                 | 1. listopadu 2006  | 17. února 2010  | 104       |
| 5            | 5         | Jack-Tor              | Herec Jack             | Don Scardino       | Robert Carlock                 | 16. listopadu 2006 | 18. února 2010  | 105       |
| 6            | 6         | Jack Meets Dennis     | Jack poznává Dennise   | Juan J. Campanella | Jack Burditt                   | 30. listopadu 2006 | 22. února 2010  | 106       |
| 7            | 7         | Tracy Does Conan      | Tracyho úlety          | Adam Bernstein     | Tina Fey                       | 7. prosince 2006   | 23. února 2010  | 107       |
| 8            | 8         | The Break-Up          | Rozchod                | Scott Ellis        | Dave Finkel a Brett Baer       | 14. prosince 2006  | 24. února 2010  | 108       |
| 9            | 9         | The Baby Show         | Biologické hodiny      | Michael Engler     | Jack Burditt                   | 4. ledna 2007      | 1. března 2010  | 109       |
| 10           | 10        | The Rural Juror       | Filmovou hvězdou býti  | Beth McCarthy      | Matt Hubbard                   | 11. ledna 2007     | 2. března 2010  | 110       |
| 11           | 11        | The Head and the Hair | Hlava a vlasy          | Gail Mancuso       | Tina Fey a John Riggi          | 18. ledna 2007     | 3. března 2010  | 111       |
| 12           | 12        | Black Tie             | Ve smokingu            | Don Scardino       | Kay Cannon a Tina Fey          | 1. února 2007      | 4. března 2010  | 112       |
| 13           | 13        | Up All Night          | Valentýnská noc        | Michael Engler     | Tina Fey                       | 8. února 2007      | 8. března 2010  | 113       |
| 14           | 14        | The C Word            | To slovo na P          | Adam Bernstein     | Tina Fey                       | 15. února 2007     | 9. března 2010  | 114       |
| 15           | 15        | Hard Ball             | Bez obalu              | Don Scardino       | Matt Hubbard                   | 22. února 2007     | 10. března 2010 | 115       |
| 16           | 16        | The Source Awards     | O cenu časopisu Source | Don Scardino       | Robert Carlock a Daisy Gardner | 1. března 2007     | 11. března 2010 | 116       |
| 17           | 17        | The Fighting Irish    | Irští rváči            | Dennie Gordon      | Jack Burditt                   | 8. března 2007     | 15. března 2010 | 117       |
| 18           | 18        | Fireworks             | Ohňostroj              | Beth McCarthy      | Dave Finkel a Brett Baer       | 5. dubna 2007      | 16. března 2010 | 118       |
| 19           | 19        | Corporate Crush       | Společné pobláznění    | Don Scardino       | John Riggi                     | 12. dubna 2007     | 17. března 2010 | 119       |
| 20           | 20        | Cleveland             | Cleveland              | Paul Feig          | Jack Burditt a Robert Carlock  | 19. dubna 2007     | 18. března 2010 | 120       |
| 21           | 21        | Hiatus                | Přestávka              | Don Scardino       | Tina Fey                       | 26. dubna 2007     | 22. března 2010 | 121       |

### Druhá řada (2007–2008)
| Č. v seriálu | Č. v řadě | Původní název         | Český název         | Režie                 | Scénář                         | Premiéra v USA     | Premiéra v ČR   | Prod. kód |
| ------------ | --------- | --------------------- | ------------------- | --------------------- | ------------------------------ | ------------------ | --------------- | --------- |
| 22           | 1         | SeinfeldVision        | Seinfeldvize        | Don Scardino          | Tina Fey                       | 4. října 2007      | 23. března 2010 | 201       |
| 23           | 2         | Jack Gets in the Game | Život je boj        | Michael Engler        | Robert Carlock                 | 11. října 2007     | 24. března 2010 | 202       |
| 24           | 3         | The Collection        | Jackova sbírka      | Don Scardino          | Matt Hubbard                   | 18. října 2007     | 25. března 2010 | 203       |
| 25           | 4         | Rosemary's Baby       | Rosemary má děťátko | Michael Engler        | Jack Burditt                   | 25. října 2007     | 29. března 2010 | 204       |
| 26           | 5         | Greenzo               | Zelený mužík        | Don Scardino          | Jon Pollack                    | 8. listopadu 2007  | 30. března 2010 | 205       |
| 27           | 6         | Somebody to Love      | Někoho milovat      | Beth McCarthy         | Tina Fey a Kay Cannon          | 15. listopadu 2007 | 31. března 2010 | 206       |
| 28           | 7         | Cougars               | Pumy                | Michael Engler        | John Riggi                     | 29. listopadu 2007 | 1. dubna 2010   | 207       |
| 29           | 8         | Secrets and Lies      | Tajemství a lži     | Michael Engler        | Ron Weiner                     | 6. prosince 2007   | 5. dubna 2010   | 208       |
| 30           | 9         | Ludachristmas         | Vánoční mejdan      | Don Scardino          | Tami Sagher                    | 13. prosince 2007  | 6. dubna 2010   | 209       |
| 31           | 10        | Episode 210           | Láska a káva        | Richard Shepard       | Robert Carlock a Donald Glover | 10. ledna 2008     | 7. dubna 2010   | 210       |
| 32           | 11        | MILF Island           | Lež má krátké nohy  | Kevin Rodney Sullivan | Tina Fey a Matt Hubbard        | 10. dubna 2008     | 8. dubna 2010   | 212       |
| 33           | 12        | Subway Hero           | Patnáct minut slávy | Don Scardino          | Jack Burditt a Robert Carlock  | 17. dubna 2008     | 12. dubna 2010  | 211       |
| 34           | 13        | Succession            | Nástupce            | Gail Mancuso          | Andrew Guest a John Riggi      | 24. dubna 2008     | 13. dubna 2010  | 213       |
| 35           | 14        | Sandwich Day          | Sendvičový den      | Don Scardino          | Robert Carlock a Jack Burditt  | 1. května 2008     | 14. dubna 2010  | 214       |
| 36           | 15        | Cooter                | Cooter              | Don Scardino          | Tina Fey                       | 8. května 2008     | 15. dubna 2010  | 215       |

### Třetí řada (2008–2009)
| Č. v seriálu | Č. v řadě | Původní název                        | Český název                    | Režie              | Scénář                        | Premiéra v USA     | Premiéra v ČR   | Prod. kód |
| ------------ | --------- | ------------------------------------ | ------------------------------ | ------------------ | ----------------------------- | ------------------ | --------------- | --------- |
| 37           | 1         | Do-Over                              | Reparát                        | Don Scardino       | Tina Fey                      | 30. října 2008     | 23. května 2011 | 301       |
| 38           | 2         | Believe in the Stars                 | Věř ve své sny                 | Don Scardino       | Robert Carlock                | 6. listopadu 2008  | 24. května 2011 | 302       |
| 39           | 3         | The One with the Cast of Night Court | Ten, který vzkřísil Noční soud | Gail Mancuso       | Jack Burditt                  | 13. listopadu 2008 | 25. května 2011 | 303       |
| 40           | 4         | Gavin Volure                         | Zaručená investice             | Gail Mancuso       | John Riggi                    | 20. listopadu 2008 | 26. května 2011 | 304       |
| 41           | 5         | Reunion                              | Třídní sraz                    | Beth McCarthy      | Matt Hubbard                  | 4. prosince 2008   | 27. května 2011 | 305       |
| 42           | 6         | Christmas Special                    | Vánoční speciál                | Don Scardino       | Kay Cannon a Tina Fey         | 11. prosince 2008  | 30. května 2011 | 306       |
| 43           | 7         | Señor Macho Solo                     | Seňor Macho Solo               | Beth McCarthy      | Ron Weiner                    | 8. ledna 2009      | 31. května 2011 | 307       |
| 44           | 8         | Flu Shot                             | Očkování proti chřipce         | Don Scardino       | Jon Pollack                   | 15. ledna 2009     | 1. června 2011  | 308       |
| 45           | 9         | Retreat to Move Forward              | Výjezdní zasedání              | Steve Buscemi      | Tami Sagher                   | 22. ledna 2009     | 2. června 2011  | 309       |
| 46           | 10        | Generalissimo                        | El Generalissimo               | Todd Holland       | Robert Carlock                | 5. února 2009      | 3. června 2011  | 310       |
| 47           | 11        | St. Valentine's Day                  | Na svatého Valentýna           | Don Scardino       | Jack Burditt a Tina Fey       | 12. února 2009     | 6. června 2011  | 311       |
| 48           | 12        | Larry King                           | Larry King                     | Constantine Makris | Matt Hubbard                  | 26. února 2009     | 7. června 2011  | 312       |
| 49           | 13        | Goodbye, My Friend                   | Sbohem, příteli                | John Riggi         | Ron Weiner                    | 5. března 2009     | 8. června 2011  | 313       |
| 50           | 14        | The Funcooker                        | Troubelín                      | Ken Whittingham    | Donald Glover a Tom Ceraulo   | 12. března 2009    | 9. května 2011  | 314       |
| 51           | 15        | The Bubble                           | Život v bublině                | Tricia Brock       | Tina Fey                      | 19. března 2009    | 10. června 2011 | 315       |
| 52           | 16        | Apollo, Apollo                       | Apollo, Apollo                 | Millicent Shelton  | Robert Carlock                | 26. března 2009    | 13. června 2011 | 316       |
| 53           | 17        | Cutbacks                             | Škrty                          | Gail Mancuso       | Matt Hubbard                  | 9. dubna 2009      | 14. června 2011 | 317       |
| 54           | 18        | Jackie Jormp-Jomp                    | Jackie Jormp-Jampová           | Don Scardino       | Kay Cannon a Tracey Wigfield  | 16. dubna 2009     | 15. června 2011 | 318       |
| 55           | 19        | The Ones                             | Jedničky                       | Beth McCarthy      | Jack Burditt                  | 23. dubna 2009     | 16. června 2011 | 319       |
| 56           | 20        | The Natural Order                    | Přirozený řád                  | Scott Ellis        | John Riggi a Tina Fey         | 30. dubna 2009     | 17. června 2011 | 320       |
| 57           | 21        | Mamma Mia                            | Mamma Mia                      | Don Scardino       | Ron Weiner                    | 7. května 2009     | 20. června 2011 | 321       |
| 58           | 22        | Kidney Now!                          | Darujte ledvinu                | Don Scardino       | Jack Burditt a Robert Carlock | 14. května 2009    | 21. června 2011 | 322       |

### Čtvrtá řada (2009–2010)
| Č. v seriálu | Č. v řadě | Původní název                   | Český název               | Režie                | Scénář                                 | Premiéra v USA     | Premiéra v ČR   | Prod. kód |
| ------------ | --------- | ------------------------------- | ------------------------- | -------------------- | -------------------------------------- | ------------------ | --------------- | --------- |
| 59           | 1         | Season 4                        | Hledá se talent           | Don Scardino         | Tina Fey                               | 15. října 2009     | 2. května 2012  | 401       |
| 60           | 2         | Into the Crevasse               | Pád vzhůru                | Beth McCarthy Miller | Robert Carlock                         | 22. října 2009     | 3. května 2012  | 402       |
| 61           | 3         | Stone Mountain                  | Americká středozem        | Don Scardino         | John Riggi                             | 29. října 2009     | 4. května 2012  | 403       |
| 62           | 4         | Audition Day                    | Konkurz                   | Beth McCarthy Miller | Matt Hubbard                           | 5. listopadu 2009  | 7. května 2012  | 404       |
| 63           | 5         | The Problem Solvers             | Řešitelé problémů         | John Riggi           | Ron Weiner                             | 12. listopadu 2009 | 8. května 2012  | 405       |
| 64           | 6         | Sun Tea                         | Zelená iniciativa         | Gail Mancuso         | Josh Siegal a Dylan Morgan             | 19. listopadu 2009 | 9. května 2012  | 406       |
| 65           | 7         | Dealbreakers Talk Show #0001    | Lizina talk show          | Don Scardino         | Kay Cannon                             | 3. prosince 2009   | 10. května 2012 | 407       |
| 66           | 8         | Secret Santa                    | Tajný Santa               | Beth McCarthy Miller | Tina Fey                               | 10. prosince 2009  | 11. května 2012 | 408       |
| 67           | 9         | Klaus and Greta                 | Klaus a Greta             | Gail Mancuso         | Robert Carlock                         | 14. ledna 2010     | 14. května 2012 | 409       |
| 68           | 10        | Black Light Attack!             | Odhalení                  | Don Scardino         | Steve Hely                             | 14. ledna 2010     | 15. května 2012 | 410       |
| 69           | 11        | Winter Madness                  | Zimní šílenství           | Beth McCarthy Miller | Vali Chandrasekaran a Tom Ceraulo      | 21. ledna 2010     | 16. května 2012 | 411       |
| 70           | 12        | Verna                           | Vše o mé matce            | Don Scardino         | Ron Weiner                             | 4. února 2010      | 17. května 2012 | 412       |
| 71           | 13        | Anna Howard Shaw Day            | Valentýnská krasojízda    | Ken Whittingham      | Matt Hubbard                           | 11. února 2010     | 18. května 2012 | 413       |
| 72           | 14        | Future Husband                  | Budoucí manžel            | Don Scardino         | Tracey Wigfield a Jon Haller           | 11. března 2010    | 21. května 2012 | 414       |
| 73           | 15        | Don Geiss, America and Hope     | Spřízněné duše kompromisu | Stephen Lee Davis    | Jack Burditt a Tracey Wigfield         | 18. března 2010    | 22. května 2012 | 415       |
| 74           | 16        | Floyd                           | Pomsta stříbrného pantera | Millicent Shelton    | Paula Pell                             | 25. března 2010    | 23. května 2012 | 416       |
| 75           | 17        | Lee Marvin vs. Derek Jeter      | Troják                    | Don Scardino         | Kay Cannon a Tina Fey                  | 22. dubna 2010     | 24. května 2012 | 417       |
| 76           | 18        | Khonani                         | Větrné mlýny              | Beth McCarthy Miller | Vali Chandrasekaran                    | 22. dubna 2010     | 25. května 2012 | 418       |
| 77           | 19        | Argus                           | Láska je láska            | Jeff Richmond        | Josh Siegal, Dylan Morgan a Paula Pell | 29. dubna 2010     | 28. května 2012 | 419       |
| 78           | 20        | The Moms                        | Den matek                 | John Riggi           | Kay Cannon a Robert Carlock            | 6. května 2010     | 29. května 2012 | 420       |
| 79           | 21        | Emanuelle Goes to Dinosaur Land | Druhá šance               | Beth McCarthy Miller | Matt Hubbard                           | 13. května 2010    | 30. května 2012 | 421       |
| 80           | 22        | I Do Do                         | Vládci osudu              | Don Scardino         | Tina Fey                               | 20. května 2010    | 31. května 2012 | 422       |

### Pátá řada (2010–2011)
| Č. v seriálu | Č. v řadě | Původní název                        | Režie                | Scénář                                  | Premiéra v USA     | Prod. kód |
| ------------ | --------- | ------------------------------------ | -------------------- | --------------------------------------- | ------------------ | --------- |
| 81           | 1         | The Fabian Strategy                  | Beth McCarthy-Miller | Tina Fey                                | 23. září 2010      | 501       |
| 82           | 2         | When It Rains, It Pours              | Don Scardino         | Robert Carlock                          | 30. září 2010      | 502       |
| 83           | 3         | Let's Stay Together                  | John Riggi           | Jack Burditt                            | 7. října 2010      | 503       |
| 84           | 4         | Live Show                            | Beth McCarthy-Miller | Robert Carlock a Tina Fey               | 14. října 2010     | 504       |
| 85           | 5         | Reaganing                            | Todd Holland         | Matt Hubbard                            | 21. října 2010     | 505       |
| 86           | 6         | Gentleman's Intermission             | Don Scardino         | John Riggi                              | 4. listopadu 2010  | 506       |
| 87           | 7         | Brooklyn Without Limits              | Michael Engler       | Ron Weiner                              | 11. listopadu 2010 | 507       |
| 88           | 8         | College                              | Don Scardino         | Josh Siegal a Dylan Morgan              | 18. listopadu 2010 | 508       |
| 89           | 9         | Chain Reaction of Mental Anguish     | Ken Whittingham      | Kay Cannon                              | 2. prosince 2010   | 509       |
| 90           | 10        | Christmas Attack Zone                | John Riggi           | Tracey Wigfield                         | 9. prosince 2010   | 510       |
| 91           | 11        | Mrs. Donaghy                         | Tricia Brock         | Jack Burditt                            | 20. ledna 2011     | 511       |
| 92           | 12        | Operation Righteous Cowboy Lightning | Beth McCarthy-Miller | Robert Carlock                          | 27. ledna 2011     | 512       |
| 93           | 13        | ¡Qué Sorpresa!                       | John Riggi           | Matt Hubbard                            | 3. února 2011      | 513       |
| 94           | 14        | Double-Edged Sword                   | Don Scardino         | Kay Cannon a Tom Ceraulo                | 10. února 2011     | 514       |
| 95           | 15        | It's Never Too Late for Now          | John Riggi           | Vali Chandrasekaran                     | 17. února 2011     | 515       |
| 96           | 16        | TGS Hates Women                      | Beth McCarthy-Miller | Ron Weiner                              | 24. února 2011     | 516       |
| 97           | 17        | Queen of Jordan                      | Ken Whittingham      | Tracey Wigfield                         | 17. března 2011    | 517       |
| 98           | 18        | Plan B                               | Jeff Richmond        | Josh Siegal a Dylan Morgan              | 24. března 2011    | 518       |
| 99           | 19        | I Heart Connecticut                  | Stephen Lee Davis    | Vali Chandrasekaran a Jon Haller        | 14. dubna 2011     | 519       |
| 100          | 20        | 100 (Part 1)                         | Don Scardino         | Jack Burditt, Robert Carlock a Tina Fey | 21. dubna 2011     | 520       |
| 101          | 21        | 100 (Part 2)                         | Don Scardino         | Jack Burditt, Robert Carlock a Tina Fey | 21. dubna 2011     | 521       |
| 102          | 22        | Everything Sunny All the Time Always | John Riggi           | Kay Cannon a Matt Hubbard               | 28. dubna 2011     | 522       |
| 103          | 23        | Respawn                              | Don Scardino         | Hannibal Buress a Ron Weiner            | 5. května 2011     | 523       |

### Šestá řada (2012)
| Č. v seriálu | Č. v řadě | Původní název                                         | Režie                | Scénář                               | Premiéra v USA  | Prod. kód |
| ------------ | --------- | ----------------------------------------------------- | -------------------- | ------------------------------------ | --------------- | --------- |
| 104          | 1         | Dance Like Nobody's Watching                          | John Riggi           | Tina Fey a Tracey Wigfield           | 12. ledna 2012  | 601       |
| 105          | 2         | Idiots Are People Two!                                | Beth McCarthy-Miller | Robert Carlock                       | 19. ledna 2012  | 602       |
| 106          | 3         | Idiots Are People Three!                              | Beth McCarthy-Miller | Robert Carlock                       | 26. ledna 2012  | 603       |
| 107          | 4         | The Ballad of Kenneth Parcell                         | Jeff Richmond        | Matt Hubbard                         | 26. ledna 2012  | 604       |
| 108          | 5         | Today You Are a Man                                   | Jeff Richmond        | Ron Weiner                           | 2. února 2012   | 605       |
| 109          | 6         | Hey, Baby, What's Wrong? (Part 1)                     | Michael Engler       | Kay Cannon                           | 9. února 2012   | 606       |
| 110          | 7         | Hey, Baby, What's Wrong? (Part 2)                     | Michael Engler       | Kay Cannon                           | 9. února 2012   | 607       |
| 111          | 8         | The Tuxedo Begins                                     | John Riggi           | Dylan Morgan a Josh Siegal           | 16. února 2012  | 608       |
| 112          | 9         | Leap Day                                              | Steve Buscemi        | Luke Del Tredici                     | 23. února 2012  | 609       |
| 113          | 10        | Alexis Goodlooking and the Case of the Missing Whisky | Michael Slovis       | John Riggi                           | 1. března 2012  | 610       |
| 114          | 11        | Standards and Practices                               | Beth McCarthy-Miller | Vali Chandrasekaran                  | 8. března 2012  | 611       |
| 115          | 12        | St. Patrick's Day                                     | John Riggi           | Colleen McGuinness                   | 15. března 2012 | 612       |
| 116          | 13        | Grandmentor                                           | Beth McCarthy-Miller | Sam Means                            | 22. března 2012 | 613       |
| 117          | 14        | Kidnapped by Danger                                   | Claire Cowperthwaite | Tina Fey                             | 22. března 2012 | 614       |
| 118          | 15        | The Shower Principle                                  | Stephen Lee Davis    | Tom Ceraulo                          | 29. března 2012 | 615       |
| 119          | 16        | Nothing Left to Lose                                  | John Riggi           | Lauren Gurganous a Nina Pedrad       | 5. dubna 2012   | 616       |
| 120          | 17        | Meet the Woggels!                                     | Linda Mendoza        | Ron Weiner                           | 12. dubna 2012  | 617       |
| 121          | 18        | Murphy Brown Lied to Us                               | John Riggi           | Robert Carlock a Vali Chandrasekaran | 19. dubna 2012  | 618       |
| 122          | 19        | Live from Studio 6H                                   | Beth McCarthy Miller | Jack Burditt a Tina Fey              | 26. dubna 2012  | 619       |
| 123          | 20        | Queen of Jordan 2: Mystery of the Phantom Pooper      | Ken Whittingham      | Luke Del Tredici a Tracey Wigfield   | 3. května 2012  | 620       |
| 124          | 21        | The Return of Avery Jessup                            | John Riggi           | Dylan Morgan a Josh Siegal           | 10. května 2012 | 621       |
| 125          | 22        | What Will Happen to the Gang Next Year?               | Michael Engler       | Matt Hubbard                         | 17. května 2012 | 622       |

### Sedmá řada (2012–2013)
| Č. v seriálu | Č. v řadě | Původní název                  | Režie                | Scénář                            | Premiéra v USA     | Prod. kód |
| ------------ | --------- | ------------------------------ | -------------------- | --------------------------------- | ------------------ | --------- |
| 126          | 1         | The Beginning of the End       | Don Scardino         | Jack Burditt                      | 4. října 2012      | 701       |
| 127          | 2         | Governor Dunston               | Robert Carlock       | Robert Carlock                    | 11. října 2012     | 702       |
| 128          | 3         | Stride of Pride                | Michael Engler       | Tina Fey                          | 18. října 2012     | 703       |
| 129          | 4         | Unwindulax                     | James E. Sheridan    | Matt Hubbard                      | 25. října 2012     | 704       |
| 130          | 5         | There's No I in America        | John Riggi           | Josh Siegal a Dylan Morgan        | 31. října 2012     | 705       |
| 131          | 6         | Aunt Phatso vs. Jack Donaghy   | Don Scardino         | Luke Del Tredici                  | 15. listopadu 2012 | 706       |
| 132          | 7         | Mazel Tov, Dummies!            | Beth McCarthy-Miller | Tracey Wigfield                   | 29. listopadu 2012 | 707       |
| 133          | 8         | My Whole Life Is Thunder       | Linda Mendoza        | Jack Burditt a Colleen McGuinness | 6. prosince 2012   | 708       |
| 134          | 9         | Game Over                      | Ken Whittingham      | Robert Carlock a Sam Means        | 10. ledna 2013     | 709       |
| 135          | 10        | Florida                        | Claire Cowperthwaite | Tom Ceraulo a Matt Hubbard        | 17. ledna 2013     | 710       |
| 136          | 11        | A Goon's Deed in a Weary World | Jeff Richmond        | Lang Fisher a Nina Pedrad         | 24. ledna 2013     | 711       |
| 137          | 12        | Hogcock!                       | Beth McCarthy-Miller | Jack Burditt a Robert Carlock     | 31. ledna 2013     | 712       |
| 138          | 13        | Last Lunch                     | Beth McCarthy-Miller | Tina Fey a Tracey Wigfield        | 31. ledna 2013     | 713       |